# Parti révolutionnaire populaire lao
Pour les articles homonymes, voir Parti révolutionnaire populaire.

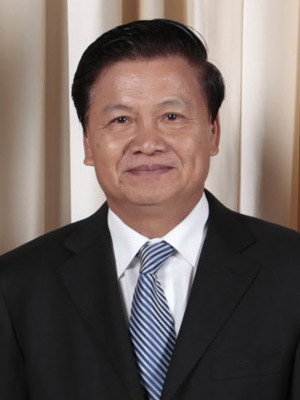
Thongloun Sisoulith, secrétaire général du PPRL depuis 2021.

Drapeau du Parti révolutionnaire populaire lao.

Le Parti révolutionnaire populaire lao (lao : Phak Pasason Pativat Lao, PPRL) est le parti fondateur et unique au pouvoir en République démocratique populaire lao. Son monopole sur le pouvoir d'État est garanti par l'article 3 de la Constitution du Laos (en), et il maintient un État unitaire avec un contrôle centralisé de l'économie et de l'armée.
Le PPRL a été fondé le 22 mars 1955 par d'anciens membres du Parti communiste indochinois (en). Il a mené une guerre civile contre le gouvernement royal laotien et soutenu les forces nord-vietnamiennes pendant la guerre du Viêt Nam. L'insurrection a culminé avec la prise du pouvoir par le PPRL au Laos en 1975. Durant ses premières années au pouvoir, le parti a renforcé le contrôle de l'État sur la société et a tenté d'établir une économie planifiée basée sur le modèle soviétique. À partir de 1986, influencé par les réformes de marché en Chine et au Viêt Nam, le PPRL a lancé des réformes économiques qui ont privatisé les entreprises d'État et légalisé la propriété privée.
Le centralisme démocratique, concept conçu par le marxiste russe Vladimir Lénine, est la forme organisationnelle du PPRL. L'institution suprême du parti est le Congrès national, qui élit le Comité central. Entre les congrès du parti, le Comité central est l'organe décisionnel suprême concernant les affaires du parti. Après un congrès du parti, le Comité central élit le Bureau politique et le Secrétariat, ainsi que le Secrétaire général (en), le plus haut responsable du parti. Entre les sessions du Comité central, le Bureau politique est l'organe décisionnel suprême. En 2021, le 11e Bureau politique comprend 13 membres. Le chef actuel du parti est Thongloun Sisoulith, qui détient les titres de Secrétaire général du Comité central, Président de la Commission de la défense et de la sécurité publique et président du Laos.
Le PPRL est attaché au communisme et participe à la Rencontre internationale des partis communistes et ouvriers, un forum international annuel des partis communistes. Selon ses statuts, le parti adhère au marxisme-léninisme et à la pensée de Kaysone Phomvihane. Dès sa prise de pouvoir en 1975, le parti a cherché à abolir immédiatement le mode de production capitaliste et à instaurer une société socialiste. À partir de la fin des années 1980, l'orientation du parti a changé et sa direction a estimé que le Laos était trop sous-développé pour construire le socialisme. Le parti a donc adopté le capitalisme d'État comme outil pour œuvrer à l'instauration d'une société socialiste.

## Histoire
Le parti trouve ses origines dans le Parti communiste indochinois fondé par Hô Chi Minh en 1930. Le PCI, qui ne compte à l'origine que des membres d'ethnie vietnamienne, se développe dans les autres territoires de l'Indochine française et est à même de fonder une section lao en 1936. Dans les années 1940, une campagne est organisée pour recruter des membres laotiens, et en 1946 ou 1947, Kaysone Phomvihane, étudiant en droit à l'Université de Hanoi, est recruté, en même temps que Nouhak Phoumsavanh.
Le 11 novembre 1945, face aux extrêmes tensions politiques en Indochine après le coup de force japonais, la révolution d'Août et le retour progressif des Français en Indochine, le PCI annonce son auto-dissolution. Son noyau dirigeant demeure cependant actif dans les faits en tant que colonne vertébrale du Việt Minh, qui mène ensuite la guerre d'Indochine contre les Français. Dans le même temps, le prince Souphanouvong, très lié aux communistes vietnamiens, est l'un des animateurs du gouvernement indépendantiste laotien Lao Issara. Chassés du pouvoir par le retour des troupes françaises au Protectorat du Laos au printemps 1946, les indépendantistes continuent la lutte durant quelques années, avant de se désunir quand la France accorde une autonomie accrue au Royaume du Laos.
En 1950-1951, le Việt Minh, soucieux de développer les théâtres d'opérations au Laos et au Cambodge, réorganise le mouvement indépendantiste en structurant les forces de ses alliés Khmers et Lao. Souphanouvong fonde le Front du Laos libre, qui constitue désormais la cellule dirigeante de l'organisation connue sous le nom de Pathet Lao.
Le PCI n'est pas officiellement recréé, mais destiné à être réanimé sous la forme de trois structures officiellement distinctes, représentant les trois pays de l'Indochine française : le noyau vietnamien du PCI compose le Parti des travailleurs du Viêt Nam, parti dirigeant du Việt Minh, et les Cambodgiens forment le Parti révolutionnaire du peuple khmer, chargé de coordonner les activités des Khmers issarak.
Les communistes laotiens semblent néanmoins s'être heurtés, dans un premier temps, à un manque des cadres politiques compétents nécessaires à la formation d'un parti. Une organisation communiste du nom de Parti des travailleurs laotiens (Phak Kong Ngan Lao) semble avoir été créée dans le courant de l'année 1952, mais ses activités paraissent avoir été particulièrement réduites et ses effectifs, inférieurs à 100, au point que l'existence même de ce premier parti communiste laotien est parfois mise en doute,.
Ce n'est que le 22 mars 1955, soit après la fin de la guerre d'Indochine et l'indépendance totale du Royaume du Laos, qu'une vraie structure politique communiste est créée au Laos, avec le congrès fondateur du Parti du peuple lao (Phak Pasason Lao, PPL). Le congrès se tient clandestinement à Sam Neua, et ne réunit que 25 délégués. Le parti compte, à l'époque, environ 300 membres et, dans les faits, constitue en grande partie une simple branche laotienne du parti vietnamien. Le petit noyau de cadres dirigeants du PPL est composé de militants ayant tous été formés par les communistes vietnamiens depuis 1946. Le comité central du PPL compte notamment Kaysone Phomvihane, Nouhak Phoumsavanh, Bun Phommahaxay, Sisavath Keobounphanh, rejoints peu après par le chef du Pathet Lao Souphanouvong, par Phoumi Vongvichit, et plus tard par d'autres cadres comme Khamtay Siphandone. Le PPL ne révèle pas son existence, préférant fonctionner clandestinement en tant que noyau dirigeant du Pathet Lao. À la fin des années 1950, les effectifs du parti augmentent rapidement, pour atteindre plusieurs milliers ; les cadres laotiens bénéficient d'une formation politique assurée par les Nord-vietnamiens.
Lors d'un congrès du 6 janvier 1956 au 14 janvier 1956, le Pathet Lao fonde un parti destiné à être sa vitrine légale, le Front patriotique lao (Neo Lao Hak Sat, NLHS). Légalisé en 1957, le Front patriotique remporte un succès électoral lors d'élections complémentaires, et intègre en novembre un gouvernement de coalition présidé par Souvanna Phouma. Mais l'alliance entre le gouvernement royal et le Pathet Lao est rompue dès 1959, et la guerre civile laotienne reprend, devenant progressivement un théâtre parallèle de la guerre du Viêt Nam. Dans les années 1960, le Pathet Lao, soutenu par le Nord Viêt Nam et le Viêt Cong, mène la lutte contre le gouvernement du Royaume du Laos soutenu par les États-Unis, le Sud Viêt Nam et la Thaïlande, et se rend maître de plusieurs secteurs au nord et à l'est du pays.
L'existence du parti n'est publiquement reconnue qu'en octobre 1966, quand Kaysone Phomvihane prend officiellement la charge de secrétaire général. Le rôle de Souphanouvong demeure ambigu, le chef officiel du Pathet Lao étant considéré davantage comme un nationaliste que comme un communiste : le premier ministre Souvanna Phouma, demi-frère de Souphanouvong, est alors convaincu que ce dernier n'est pas un communiste. En février 1972, à l'occasion du deuxième Congrès du parti, le Parti du Peuple lao est rebaptisé Parti révolutionnaire populaire lao (PPRL), et Kaysone Phomvihane est réélu à sa tête.
Le 12 février 1973, un accord de cessez-le-feu est signé entre le gouvernement du Royaume du Laos et le Pathet Lao, mettant fin à la guerre civile laotienne. Le 5 avril 1974, un nouveau gouvernement d'union nationale est formé, avec le neutraliste Souvanna Phouma comme premier ministre et le responsable du Pathet Lao Phoumi Vongvichit comme vice-premier ministre. L'existence du parti et son rôle dirigeant sont révélés à la population laotienne la même année.
Au cours de l'année 1975, le Pathet Lao prend progressivement le contrôle du pays. Le 23 août 1975, son Comité révolutionnaire s'empare ouvertement du pouvoir tandis que l'Armée de libération et de défense lao entre dans Vientiane. Le Parti révolutionnaire populaire lao révèle la liste des membres de son bureau politique, Souphanouvong lui-même révélant à cette occasion son appartenance et son rôle dirigeant au sein du parti. Après l'abdication du roi Savang Vatthana et l'abolition de la monarchie, la République démocratique populaire lao est proclamée le 4 décembre 1975. Kaysone Phomvihane, secrétaire général du parti, prend la tête du gouvernement, tandis que Souphanouvong devient chef de l'État.
Le PPRL, qui compte environ 15 000 membres au moment de sa prise du pouvoir, détient désormais tous les leviers de commande au Laos, via l'Assemblée populaire, composée de 45 membres, et la direction du gouvernement. Le parti se montre initialement discret dans ses déclarations publiques, mais impose progressivement une politique d'orientation marxiste-léniniste, de plus en plus rigide face aux difficultés économiques et à la nécessité de contenir la résistance armée au sein de la population.
Le Parti révolutionnaire populaire lao continue de détenir tous les pouvoirs au Laos, maîtrisant les mécanismes électoraux et l'assemblée nationale. En 1986, le parti annonce compter un effectif de 44 000 membres. Le contrôle de diverses organisations de masse lui permet d'assurer le contrôle de la société laotienne. Les décisions sont prises au sein du comité central du parti, comptant une cinquantaine de membres.
Kaysone Phomvihane change en 1991 son titre de Secrétaire général du PPRL en Président du Comité central. La même année, il devient chef de l'État en remplacement de Phoumi Vongvichit qui assurait depuis 1986 l'intérim de Souphanouvong malade. Mort l'année suivante, Kaysone est remplacé à la tête du parti par Khamtay Siphandone, qui devient président de la République en 1998. En 2006, Khamtay Siphandone laisse successivement ses postes de chef du parti et de chef de l'État à Choummaly Sayasone. Ce dernier reprend le titre de Secrétaire général. Le 10e Congrès du Parti populaire révolutionnaire lao en 2016, a élu M. Boungnang Vorachit au poste de Secrétaire général du Comité central du Parti populaire révolutionnaire lao. Ce Congrès, qui s’est ouvert lundi le 18 janvier s’est clos le vendredi 22 janvier.

## Structure
En 1991, lors de son cinquième congrès, le PPRL a revendiqué 60 000 membres, soit environ 1 % de la population du Laos. La direction du parti est composée d'un comité central, dont l'effectif est monté à 59 membres en 1991, et d'un Politburo, qui constitue son noyau dirigeant, et dont l'effectif est monté à 11 membres en 1993. Outre les secrétaires généraux successifs, les anciens premiers ministres Sisavath Keobounphanh et Boungnang Vorachit, membres de l'actuel Politburo, comptent parmi les personnages clé du parti.
Le PPRL, d'obédience marxiste-léniniste, est organisé selon les principes du centralisme démocratique. L'ouverture du Laos aux échanges internationaux et à l'économie de marché n'a pas modifié de manière notable le fonctionnement du parti.

## Voir également
- Politique au Laos
- Histoire du Laos
- Pathet Lao
- Guerre civile laotienne